# Oroko jezik
Oroko jezik (bakundu-balue, oroko-east, oroko-west; ISO 639-3: bdu), bantu jezik iz Kameruna u provinciji Southwest kojim govore pripadnici isotoimenog naroda Oroko. Oko 106 000 govornika (2000).
Brojni dijalekti: lokundu (bakundu, kundu, lakundu, bekunde, bawo, nkundu), lolue (balue, barue, babue, western kundu, lue), mbonge, ekombe (bekombo, ekumbe), londo (balondo ba nanga, balondo ba diko), longolo (ngolo), bima, lotanga (batanga) i lokoko (bakoko). Dijalekt batanga različit je od jezika batanga [bnm] (Banoho) iz podskupine bantu A.30, i batanga dijalekta jezika caka [ckx]; Dijalekt bakoko različit je od bakoko [bkh] jezika podskupine bantu A.40.

## Vanjske poveznice
- Ethnologue (14th)
- Ethnologue (15th)